# Campanule étoilée
Campanula garganica
Espèce
Classification phylogénétique
La campanule étoilée (Campanula garganica) est une plante de la famille des Campanulacées.
Cette petite campanule est originaire du sud de l'Italie et de la Grèce.

## Liste de sous-espèces
Selon World Checklist of Selected Plant Families (WCSP) (28 avr. 2010) :
- Campanula garganica subsp. acarnanica  (Damboldt) Damboldt (1965)
- Campanula garganica subsp. cephallenica  (Feer) Hayek (1930)
- Campanula garganica subsp. garganica